# Transformada de Stirling
En matemàtiques combinatòries, la transformada de Stirling d'una successió { an : n = 1, 2, 3, ... } de nombres és la seqüència { bn : n = 1, 2, 3, ... } donada per
{\displaystyle b_{n}=\sum _{k=1}^{n}\left\{{\begin{matrix}n\\k\end{matrix}}\right\}a_{k}},
on {\displaystyle \left\{{\begin{matrix}n\\k\end{matrix}}\right\}} són els nombre de Stirling de segon tipus, que és el nombre de particions d'un conjunt de mida {\displaystyle n} en {\displaystyle k} parts. Es tracta d'una transformació de seqüències lineal.
La transformada inversa és 
{\displaystyle a_{n}=\sum _{k=1}^{n}(-1)^{n-k}\left[{n \atop k}\right]b_{k}},
on {\textstyle (-1)^{n-k}\left[{n \atop k}\right]} és un nombre de Stirling del primer tipus amb signe, on es poden definir els nombres {\displaystyle \left[{n \atop k}\right]} sense signe com el nombre de permutacions en {\displaystyle n} elements amb {\displaystyle k} cicles.
Berstein i Sloane (citats) van afirmar "Si an és el nombre d'objectes en una classe de punts etiquetats 1, 2, ..., n (amb les etiquetes diferents, és a dir estructures etiquetades ordinàriament), llavors bn és el nombre d'objectes amb punts etiquetats 1, 2, ..., n (permetent les repiticions)."
Si
{\displaystyle f(x)=\sum _{n=1}^{\infty }{a_{n} \over n!}x^{n}}
és una sèrie formal de potències, i
{\displaystyle g(x)=\sum _{n=1}^{\infty }{b_{n} \over n!}x^{n}}
amb an i bn com més amunt, llavors
{\displaystyle g(x)=f(e^{x}-1)}.
De manera similar, la transformada inversa dona lloc a la identitat de funció generatriu
{\displaystyle f(x)=g(\log(1+x))}.